# Ovoionella obovata
Ovoionella obovata là một loài chân đều trong họ Bopyridae. Loài này được Shiino miêu tả khoa học năm 1958.